# Галикос
Галико́с (греч. Γαλλικός) — река в Греции. Исток на горе Дисорон (Мавровуни). Протекает в исторической области Крестония (Κρηστωνία) в Македонии, между реками Струма (Стримон) и Аксьос (Вардар), в восточной части периферийной единицы Килкис и частично в периферийной единице Салоники. Длина 75 километров. Площадь водосбора 996 квадратных километров, ограничена на севере и востоке Дисороном и холмами Салоник, а на западе холмами Килкиса и Нареса (Неа-Филаделфии). Протекает с севера на юг восточнее Килкиса. У одноимённой деревни входит в теснину Нареса и впадает в залив Термаикос в 10 километрах к западу от Салоник. Летом значительно мелеет.

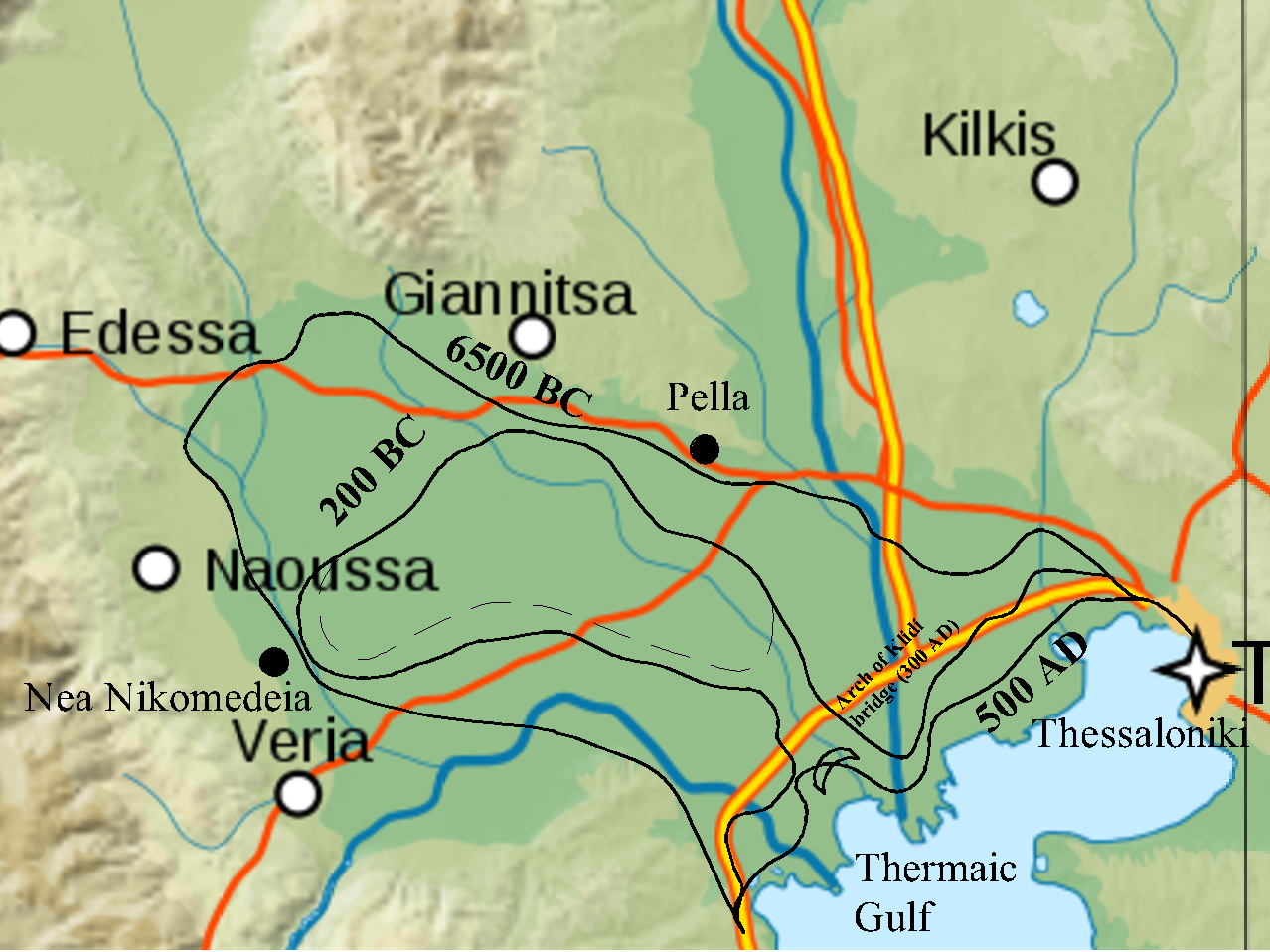
Рост Салоникской равнины и изменение береговой линии залива Термаикос. Реконструкция (Bottema, S. 1974)

Название получила от римской колонии Callicum (Gallicum), отождествляемой с местом археологических раскопок в Колхисе. В древности была известна как Эхи́дор или Эхе́дор (др.-греч. Ἐχείδωρος ή Εχέδωρος) от ἔχων «имеющий» + δῶρον «дар, подарок». Речной ил содержит самородное золото.
По теснине Нареса проходит национальная дорога 65 Килкис — Салоники и железнодорожная линия Салоники — Александруполис. В ходе Второй Балканской войны теснина Нареса была объектом военного конфликта между греками и болгарами. Здесь проходил участок обороны войск Антанты Салоникского фронта Первой мировой войны.
По преданию у Эхедора Геракл победил Кикна, сына Ареса.
Огромное количество аллювия, переносимое реками (главным образом, реками Аксьос (Вардар) и Альякмон), вследствие длительного накопления (аккумуляции) в мелком заливе Термаикос образовали обширную Салоникскую равнину.

## Национальный парк «Дельта Аксьос-Лудиас-Альякмон»

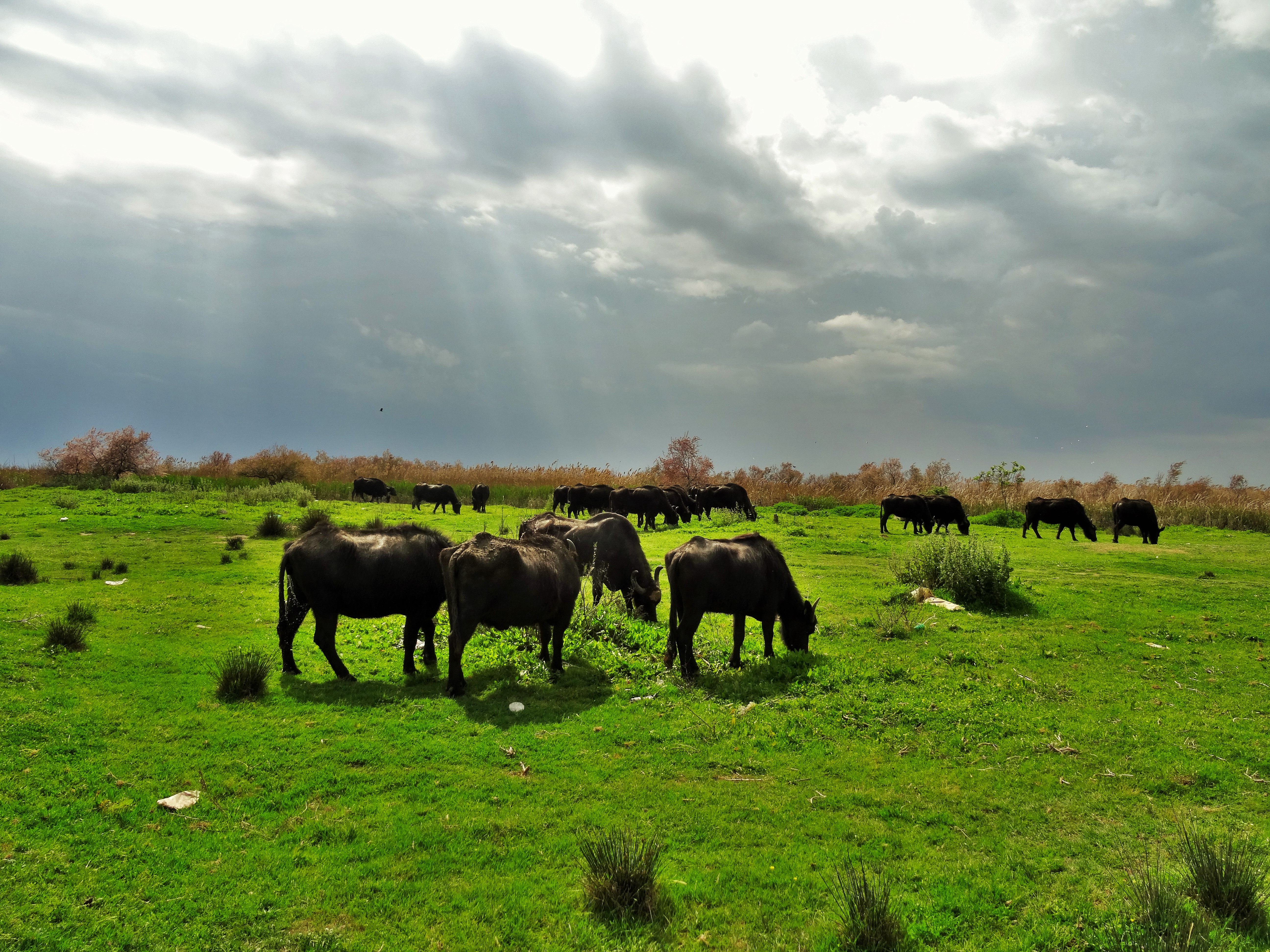
Стадо болгарской мурры (азиатского буйвола) в дельте Аксьоса

Дельта расположена рядом с устьем рек Аксьос, Лудиас и Альякмон, образуя область, известную как дельта Галикос-Аксьос-Лудиас-Альякмон (Δέλτα των ποταμών Γαλλικού - Αξιού - Λουδία - Αλιάκμονα, Γ.Α.Λ.Α.), с 2009 года (ΦΕΚ 220) — Национальный парк «Дельта Аксьос-Лудиас-Альякмон» площадью 33 800 гектаров. Водно-болотные угодья является важным местом обитания птиц. Здесь наблюдаются 298 видов птиц (66 % от количества видов птиц в Греции), в том числе 18 из 25 исчезающих видов птиц, наблюдаемых в Греции. 106 видов птиц гнездятся в парке. Здесь обитают 40 видов млекопитающих, в том числе: нутрия, болгарская мурра, выдра, европейский суслик, евразийский волк, обыкновенный шакал, а также 18 пресмыкающихся, 9 земноводных и 7 беспозвоночных видов. Люди занимаются здесь выращиванием риса, скотоводством, рыбной ловлей и разведением мидий.
28 855,18 гектаров водно-болотных угодий в дельте Аксьос-Лудиас-Альякмон, важных для орнитофауны, включая Алики-Китрус, входят в сеть природоохранных зон «Натура 2000».